# Qiqihar Sanjiazi Airport
Qiqihar Sanjiazi Airport (kinesiska: 齐齐哈尔三家子机场, 齊齊哈爾三家子機場, Qíqíhā'ěr Sānjiāzǐ Jīchǎng) är en flygplats i Kina. Den ligger i den nordöstra delen av landet, 1 000 km nordost om huvudstaden Peking. Qiqihar Sanjiazi Airport ligger 145 meter över havet.
Terrängen runt Qiqihar Sanjiazi Airport är mycket platt. Runt Qiqihar Sanjiazi Airport är det tätbefolkat, med 383 invånare per kvadratkilometer. Närmaste större samhälle är Qiqihar, 11,7 km norr om Qiqihar Sanjiazi Airport. Trakten runt Qiqihar Sanjiazi Airport består till största delen av jordbruksmark.